# Frank McKenna
Pour les articles homonymes, voir McKenna.
Francis « Frank » Joseph McKenna, né le 19 janvier 1948 à Apohaqui (en) (Nouveau-Brunswick), est un avocat, dirigeant d'entreprise, homme politique et diplomate canadien du Nouveau-Brunswick.
Premier ministre du Nouveau-Brunswick de 1987 à 1997, il est ambassadeur canadien aux États-Unis de mars 2005 à mars 2006. Il fut également membre du groupe Bilderberg.

## Biographie

### Formation
Frank McKenna obtient un baccalauréat ès arts à l'Université Saint-Francis-Xavier. Il fait également des études supérieures en science politique à l'Université Queen's. Il obtient un baccalauréat en droit de l'Université du Nouveau-Brunswick, où il est également boursier de la fondation Lord Beaverbrook.
Il est admis au Barreau du Nouveau-Brunswick en 1974. McKenna est associé à l'Association libérale du Nouveau-Brunswick.

### Premier ministre du Nouveau-Brunswick
Pendant une décennie (1987–1997), il est premier ministre du Nouveau-Brunswick avec trois gouvernements majoritaires consécutifs.

## Vie privée
Frank McKenna marie Julie Friel en 1972 et le couple a trois enfants.

## Distinctions
- Conseil privé de la Reine pour le Canada (1999)[4]